# Kummet (Heraldik)

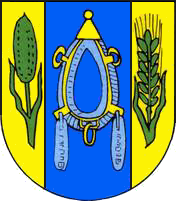
Kummet im Wappen von Bröckel

Kummet, auch Kumt oder Kummt, ist in der Heraldik eine gemeine Figur und kommt nur selten im Wappen vor.
Dargestellt als Wappenfigur wird das Zuggeschirr für ein Pferd. Auch das Zuggeschirr für Ochsen oder andere Zugtiere, hier oft Joch, Ochsenjoch, genannt, können gleichberechtigt im Wappen sein. Die Abbildungen sind aber unterschiedlich und sollten auch bei der Blasonierung erwähnt werden.
Die Tingierung lässt unter Beachtung der Feldfarbe alle heraldische Farben zu.
Im Wappen der Herberstein ist das Kummet im Feld 3 und 6 durch mehrfache Änderungen zum Hut geworden.